# US Airways

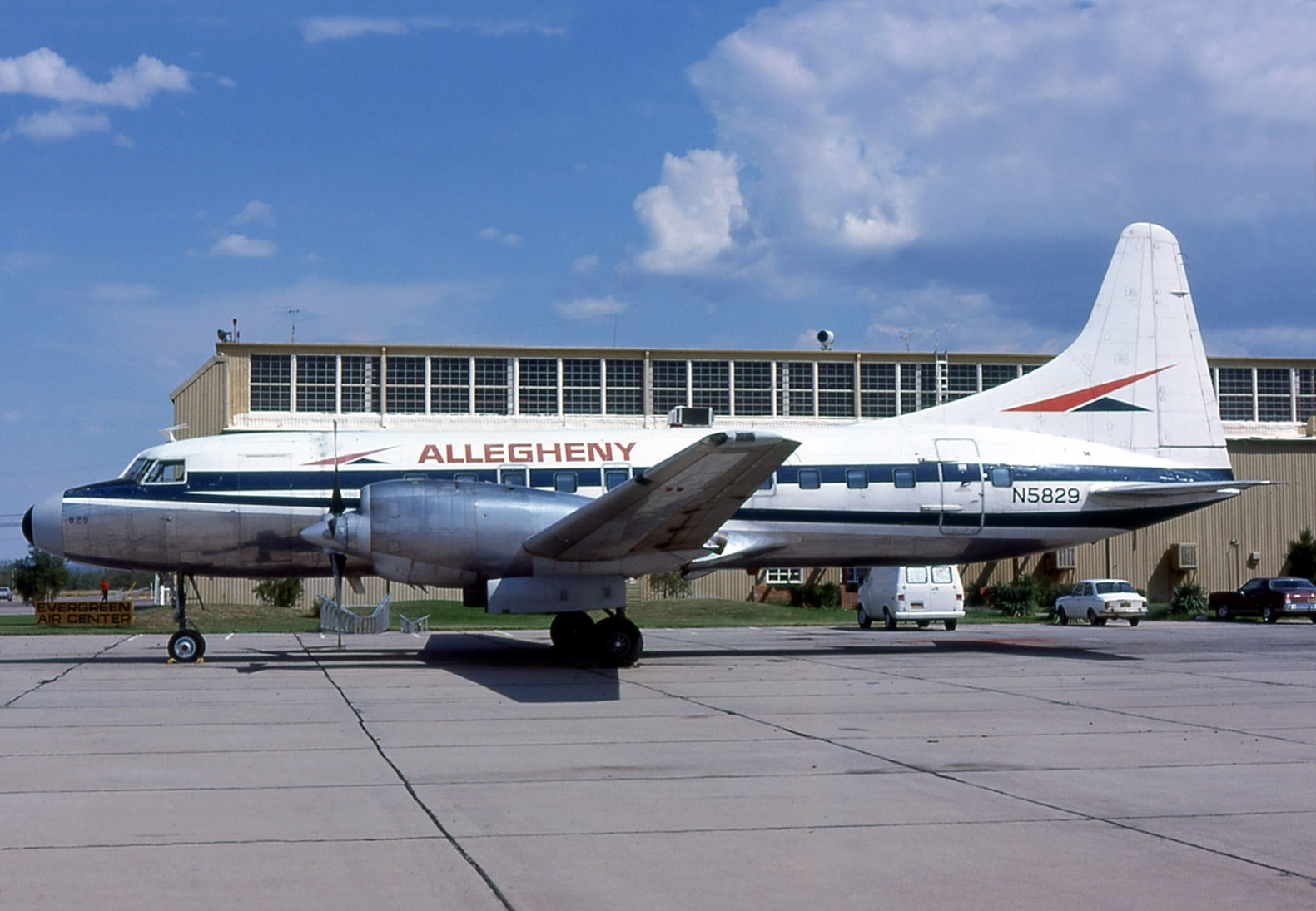
Convair CV-580, Allegheny Airlines

US Airways war eine US-amerikanische Fluggesellschaft mit Sitz in Tempe (Arizona), die mit jährlich mehr als 66 Millionen Passagieren (Stand: 2013) zu den größten der Welt zählte.
US Airways entstand aus einer Regionalfluggesellschaft, die vorwiegend den Nordosten der USA bediente, und begann 1987 noch als USAir nach Zukäufen von anderen Fluggesellschaften mit dem internationalen Flugverkehr. Im Jahr 2005 wurde US Airways von America West aufgekauft, wobei der Name US Airways beibehalten wurde. Die Fluggesellschaft galt bis 2013 in den USA neben American Airlines, Delta Air Lines und United Airlines als eine der vier verbliebenen großen Linienfluggesellschaften mit umfangreichem Streckennetz, den Legacy carriers. Am 9. Dezember 2013 fusionierte US Airways mit American Airlines zur größten Fluggesellschaft der Welt.

## Geschichte

### Erste Jahre
Am 5. März 1937 wurde in Pittsburgh die Fluggesellschaft All American Aviation gegründet, die ab 1939 Postflüge durchführte. Einhergehend mit dem ersten Passagierflug am 7. März 1949 mit einer Douglas DC-3 wurde die Airline in All American Airways umbenannt.

### Allegheny Airlines

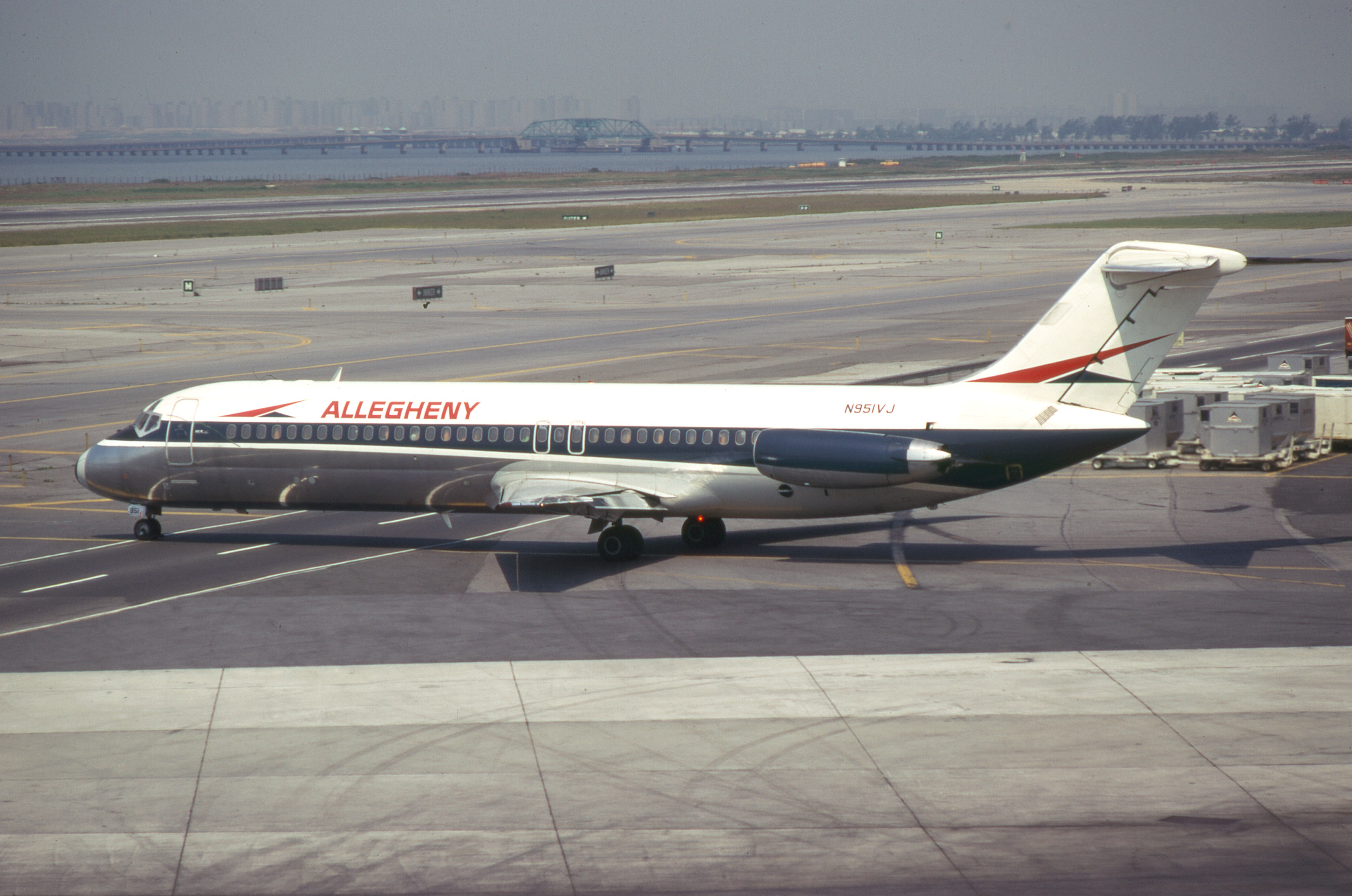
Eine Douglas DC-9 in der Farbgebung der Allegheny Airlines.

Am 1. Januar 1953 wurde der Firmenname in Anspielung auf die Allegheny Mountains in Allegheny Airlines geändert. Der erste Turboprop-Flugzeugtyp der Fluggesellschaft war die Convair 540, die nur 1962 aktiv war. Der erste Strahlflugzeugtyp im Betrieb von Allegheny war die Douglas DC-9-14, die am 29. Mai 1966 geliefert wurde.
Ab 1967 deckte das Streckennetz von Allegheny Airlines den Nordosten der Vereinigten Staaten ab. Ebenfalls 1967 gründete Allegheny einen Verbund von Zubringer-Fluggesellschaften als Allegheny Commuter, zu dem auch die eigenständige Crown Airlines aus Jefferson County (Pennsylvania) gehörte, die ab 1969 Zubringerflüge durchführte. Am 14. April 1967 kaufte Allegheny Airlines die Regionalfluggesellschaft Lake Central Airlines auf, am 14. Dezember 1972 folgte Mohawk Airlines. Bis zum Airline Deregulation Act von 1978 expandierte das Unternehmen und vergrößerte sein Streckennetz.

### USAir
Am 28. Oktober 1979 wurde Allegheny Airlines in USAir umbenannt, um dem Firmennamen einen weniger regionalen Klang zu verleihen. USAir expandierte besonders im Jahr 1987, als man Pacific Southwest Airlines aus San Diego und Piedmont Airlines aus Winston-Salem übernahm. Durch den Kauf von Piedmont Airlines von deren Muttergesellschaft Piedmont Aviation sowie die damit verbundenen Flugrechte nach London-Gatwick begann USAir mit dem internationalen Flugverkehr und übernahm dafür mehrere Boeing 767-200ER, die bislang für Piedmont auf dieser Route im Einsatz waren. USAir gehörte damit erstmals zu den größten Fluggesellschaften der Welt und führte täglich über 5.000 Flüge durch. Im Jahr 1990 fügte die Gesellschaft Linienflugverbindungen nach Frankfurt und 1992 nach Paris ihrem Streckennetz hinzu.
Der Name Piedmont wurde zwar 1989 nach der vollständigen Integration deren Flotte in die USAir vorübergehend aufgegeben, allerdings 1993 durch USAir wiederbelebt als die 1987 erworbene Zubringerfluggesellschaft Henson Airlines (1961 als Henson Aviation gegründet, 1983 von Piedmont Aviation aufgekauft) als neue Piedmont Airlines Zubringerflüge für USAir anbot. Ab 1990 nutzten alle von der Unternehmensgruppe aufgekauften Regionalfluggesellschaften den einheitlichen Markenauftritt
USAir Express. Das Tochterunternehmen Piedmont Airlines ist seit 2013 im Besitz von American Airlines.

### US Airways

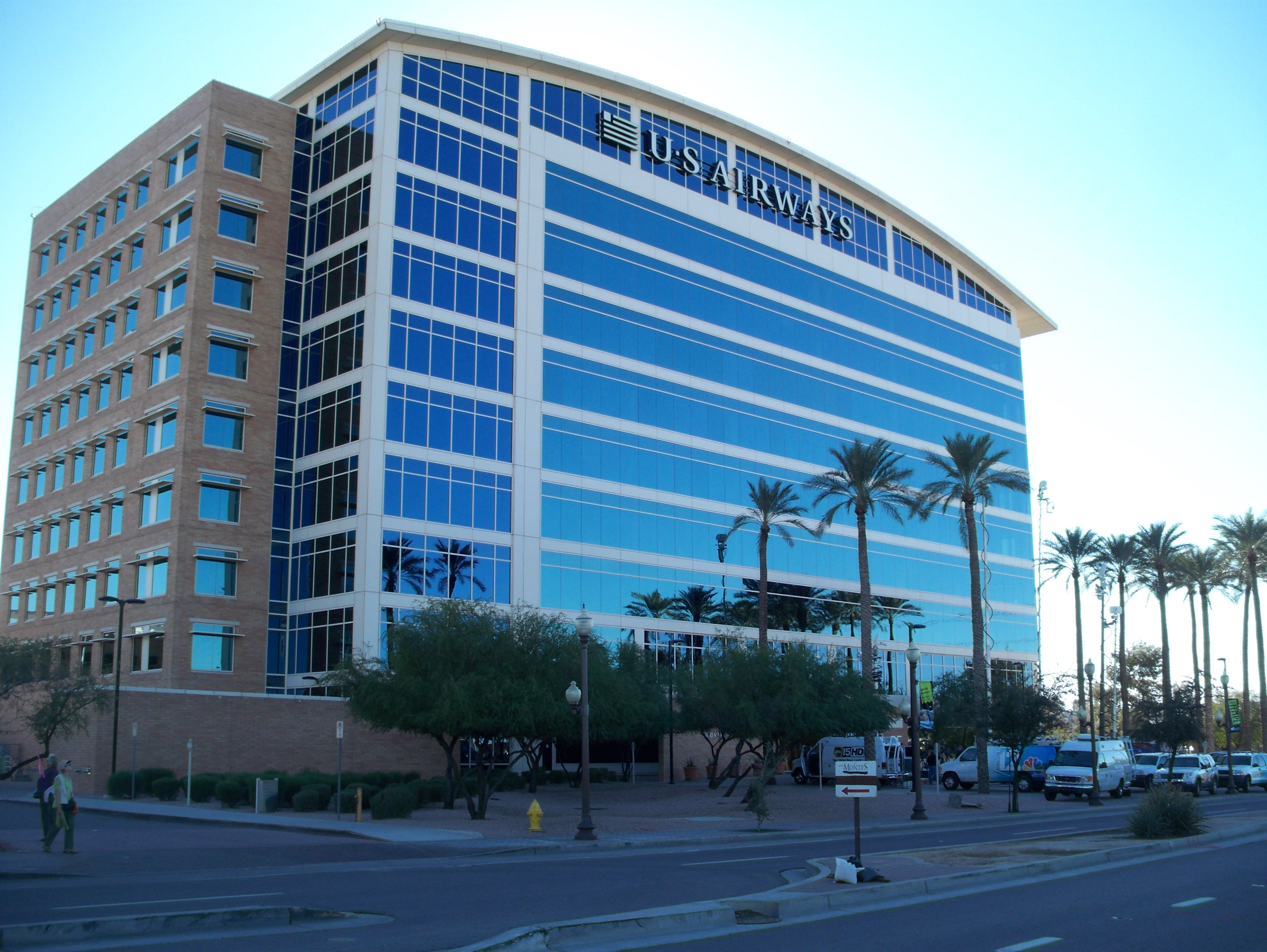
Der Sitz von US Airways in Tempe

USAir wurde 1996 zu US Airways umfirmiert und führte ein neues Corporate Design ein. Im November 1996 unterzeichnete die Gesellschaft einen Vertrag mit dem Flugzeughersteller Airbus über die Lieferung von 150 Maschinen der Airbus A320-Familie sowie 250 Optionen, die größte Einzelbestellung in der Geschichte der Zivilluftfahrt. Im Jahr 1997 präsentierte das Unternehmen für seine internationalen Langstreckenflüge eine neue Business-Klasse namens Envoy Class sowie seine Flughafenlounges unter dem Namen Envoy Lounge. Eine First Class gab es bei US Airways ausschließlich für den inländischen US-Markt, und dort – wie bei den meisten US-Fluggesellschaften – statt einer Business-Klasse. Am 4. Mai 2004 trat US Airways dem Airline-Verbund Star Alliance bei.
Nachdem US Airways sich seit Ende der 1990er-Jahre in finanziellen Schwierigkeiten befand und seit September 2004 unter Gläubigerschutz nach Chapter 11 stand, wurde sie am 27. September 2005 von America West Airlines übernommen. Die fusionierte Fluggesellschaft behielt aus Marketinggründen den Namen US Airways bei. Der Hauptsitz wurde von Arlington (Virginia) nach Tempe (Arizona) verlegt, dem Sitz der America West. Intern lief die übernommene US Airways als US Airways East, während die ehemalige America West Airlines intern als US Airways West bezeichnet wurde. Im September 2008 wurde die Fusion durch Nutzung eines gemeinsamen ICAO-Codes (AWE) und Rufzeichens (Cactus) abgeschlossen.
Ende 2006 gab US Airways bekannt, dass eine Übernahme des finanziell angeschlagenen Konkurrenten Delta Air Lines angestrebt werde, der sich jedoch gegen die Übernahmepläne wehrte. Das letzte Übernahmeangebot von US Airways lag bei 10 Milliarden US-Dollar, musste jedoch am 1. Februar 2007 zurückgezogen werden, da nicht alle Kreditgeber das Übernahmeangebot unterstützten.
Ab Dezember 2009 wurde in die A330-Flotte eine neue Business Class namens Envoy Suite eingebaut. Anfang 2012 erfolgte ein Slot-Tausch mit Delta Air Lines. Dabei gab US Airways Slots am LaGuardia Airport an diese ab und erhielt dafür Slots in Washington-Reagan.

### Fusion mit American Airlines und Auflösung
Im Februar 2013 gaben die Muttergesellschaft der American Airlines und der US Airways (US Airways Group und AMR Corporation) bekannt, sich unter der Muttergesellschaft American Airlines Group zur weltgrößten Fluggesellschaft American Airlines zusammenzuschließen und den Markennamen US Airways aufzugeben. Zwischenzeitlich wurde die Fusion durch eine Wettbewerbsklage der US-Kartellbehörden blockiert, im November 2013 einigte man sich und genehmigte den Zusammenschluss.
US Airways beendete ihre Mitgliedschaft in der Luftfahrtallianz Star Alliance am 30. März 2014. Für eine Übergangszeit bis zu ihrer Auflösung Ende 2015 war US Airways, wie American Airlines bereits zuvor, mit dem Luftfahrtverbund Oneworld assoziiert.
Am 8. April 2015 erhielten American Airlines und US Airways ihre gemeinsame Betriebslizenz, nachdem zahlreiche Betriebsabläufe vereinheitlicht wurden. Alle Flüge werden nun mit dem Rufzeichen American durchgeführt. Im Juli 2015 wurde bekannt, dass American Airlines die Marke US Airways zum 17. Oktober 2015 vom Markt nehmen werde und von da an alle Flüge als American Airlines vermarktet würden. Bis zum 16. Oktober 2015 gab es noch Flüge unter dem Namen US Airways, die aber bereits von American Airlines, deren Namen die fusionierte Fluggesellschaft fortführt, durchgeführt wurden. US Airways war von 2004 bis 2014 Mitglied der Luftfahrtallianz Star Alliance und gehörte in der Folge bis zu ihrer Auflösung zu Oneworld.

## Flugziele
US Airways unterhielt Drehkreuze in Philadelphia, Charlotte und Phoenix sowie kleinere Drehkreuze in Las Vegas, Washington-Reagan und Pittsburgh. Das Streckennetz umfasste vor allem den Süden und Osten der USA sowie Europa und die Karibik.
US Airways bediente auf insgesamt vier Routen drei Ziele in Deutschland und der Schweiz:
- von Philadelphia nach Frankfurt, München und Zürich
- von Charlotte nach Frankfurt

## Flotte

### Flotte bis 2015

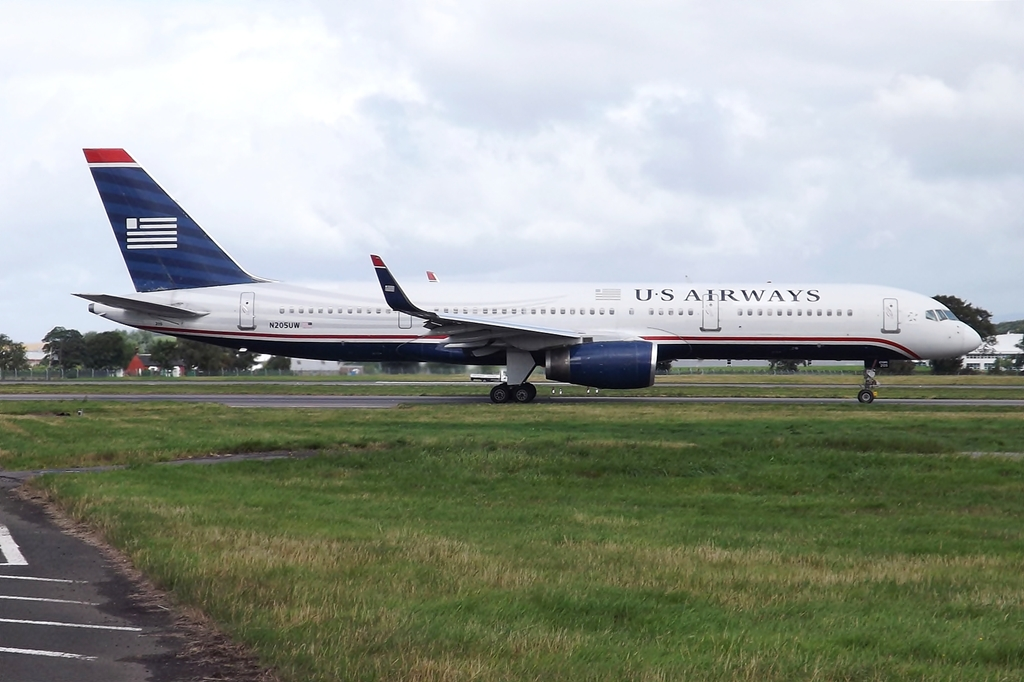

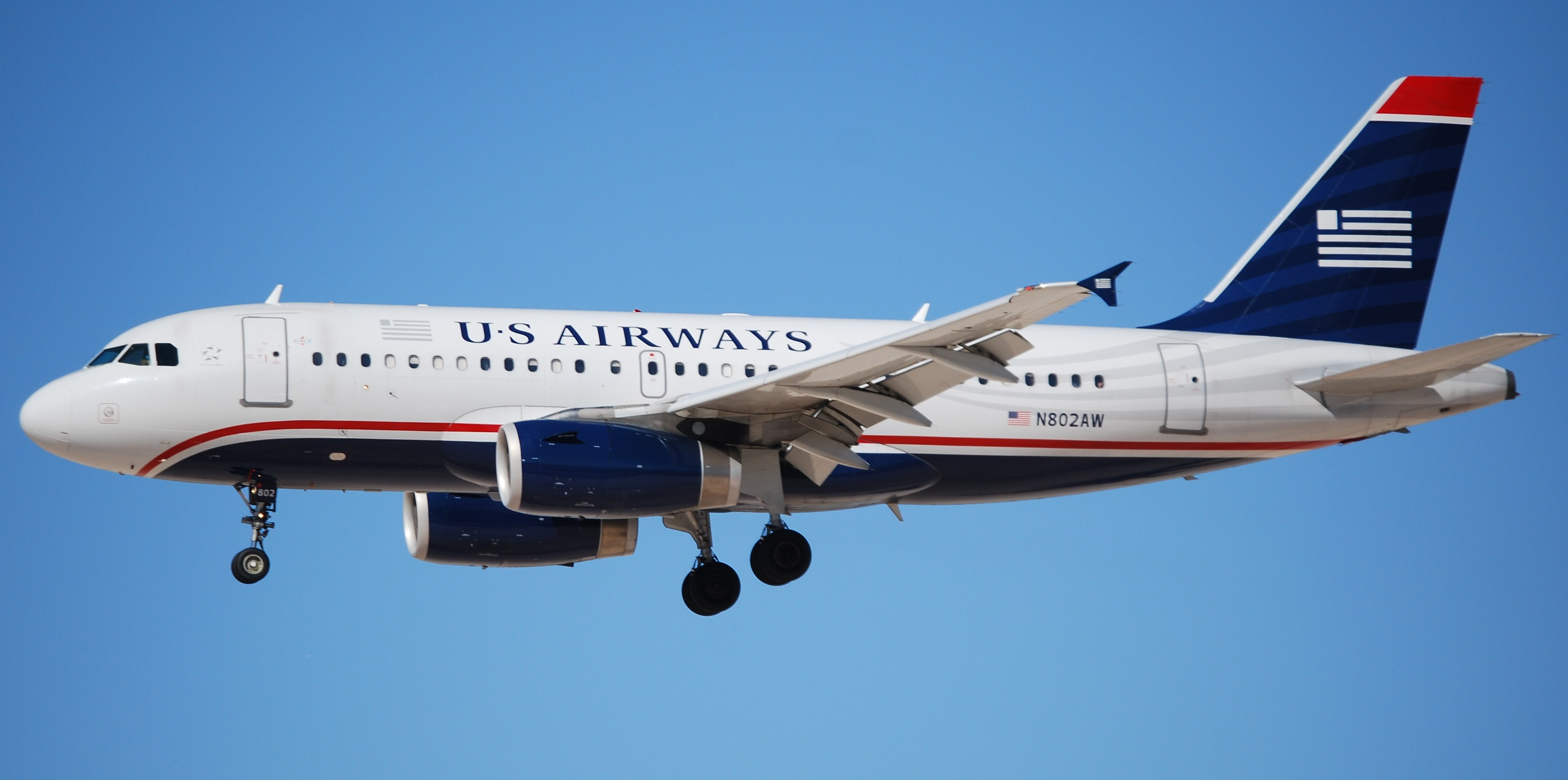
Ein Airbus A319-100 der US Airways

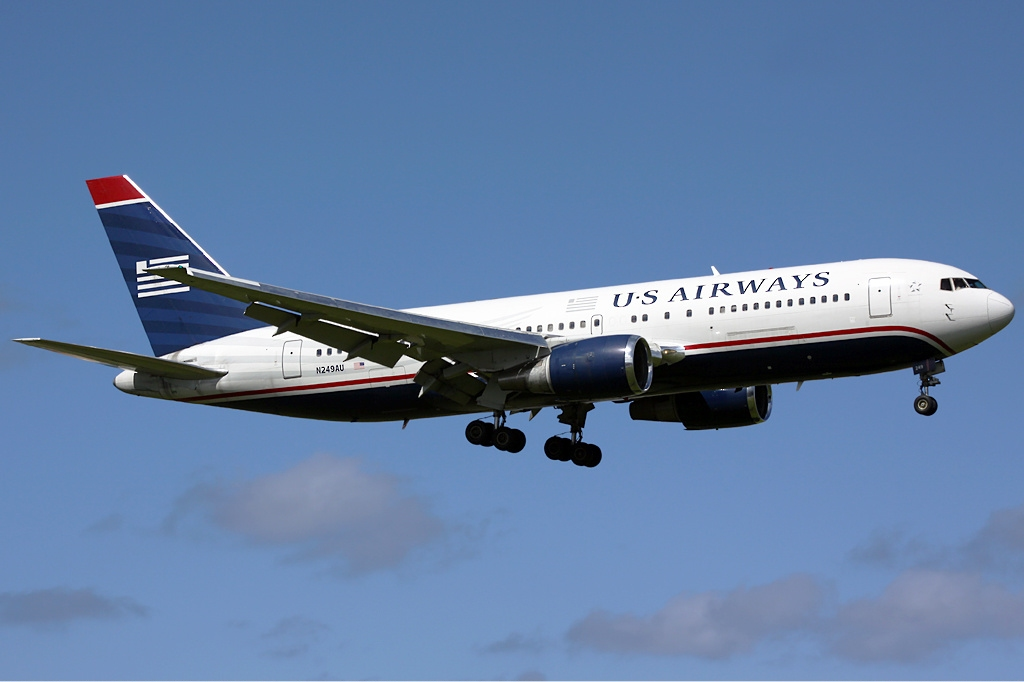
Eine Boeing 767-200ER der US Airways

Mit Stand Juli 2015 bestand die Flotte der US Airways aus 337 Flugzeugen mit einem Durchschnittsalter von 11,4 Jahren:
| Flugzeugtyp     | aktiv | bestellt              | Anmerkungen | Sitzplätze First oder Envoy/Economy |
| --------------- | ----- | --------------------- | --- | ----------------------------------- |
| Airbus A319-100 | 093   |                       | Marktauftritt als American Airlines und betrieben durch American Airlines                                                                                                | 124 (12/112)                        |
| Airbus A320-200 | 055   |                       | Marktauftritt als American Airlines und betrieben durch American Airlines                                                                                                | 150 (12/138)                        |
| Airbus A321-200 | 121   | 09                    | 121 im Marktauftritt als American Airlines und betrieben durch American Airlines; 9 bestellte; Marktauftritt als American Airlines und betrieben durch American Airlines | 183 (16/167)                        |
| Airbus A330-200 | 015   |                       | Marktauftritt als American Airlines und betrieben durch American Airlines                                                                                                | 258 (20/238)                        |
| Airbus A330-300 | 09    |                       | Marktauftritt als American Airlines und betrieben durch American Airlines                                                                                                | 296 (28/268)                        |
| Airbus A350-900 |       | 22 Auslieferung offen | Voraussichtlicher Marktauftritt als American Airlines und betrieben durch American Airlines; Bestellung unklar                                                           | – offen –                           |
| Boeing 757-200  | 024   |                       | 19 mit Winglets; Marktauftritt als American Airlines und betrieben durch American Airlines                                                                               | 176 (12/164)                        |
| Embraer 190     | 020   |                       | Marktauftritt als American Airlines und American Eagle; betrieben durch American Airlines und American Eagle                                                             | 99 (11/88)                          |
| Gesamt          | 337   | 31                    | |                                     |

US Airways hatte die größte Airbus-Flotte der Welt. Viele Flugzeuge waren mit Internetanschluss vom Anbieter Gogo Inflight Internet ausgestattet, um Internet während des Fluges nutzen zu können.

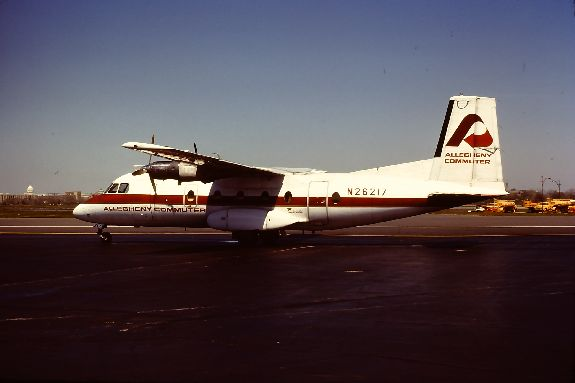
Nord 262, Allegheny Airlines

Zahlreiche Flugzeuge des Typs Airbus A319 waren in den Farben der übernommenen Fluggesellschaften bemalt: Pacific Southwest Airlines, Piedmont Airlines, America West und Allegheny Airlines, wobei die Schriftzüge durch „US Airways“ ersetzt wurden.

### Zuvor eingesetzte Flugzeuge
US Airways und die Vorgängergesellschaften betrieben Flugzeuge der Muster:
- BAC 111-200
- Boeing 727-100 und -200
- Boeing 737-200
- Boeing 737-300
- Boeing 767-200
- Convair CV-340
- Convair CV-580
- Douglas DC-3
- Douglas DC-9
- Fairchild F-27
- Fokker F28-1000 und -4000
- Fokker 100
- McDonnell Douglas DC-9-80 (MD-80)

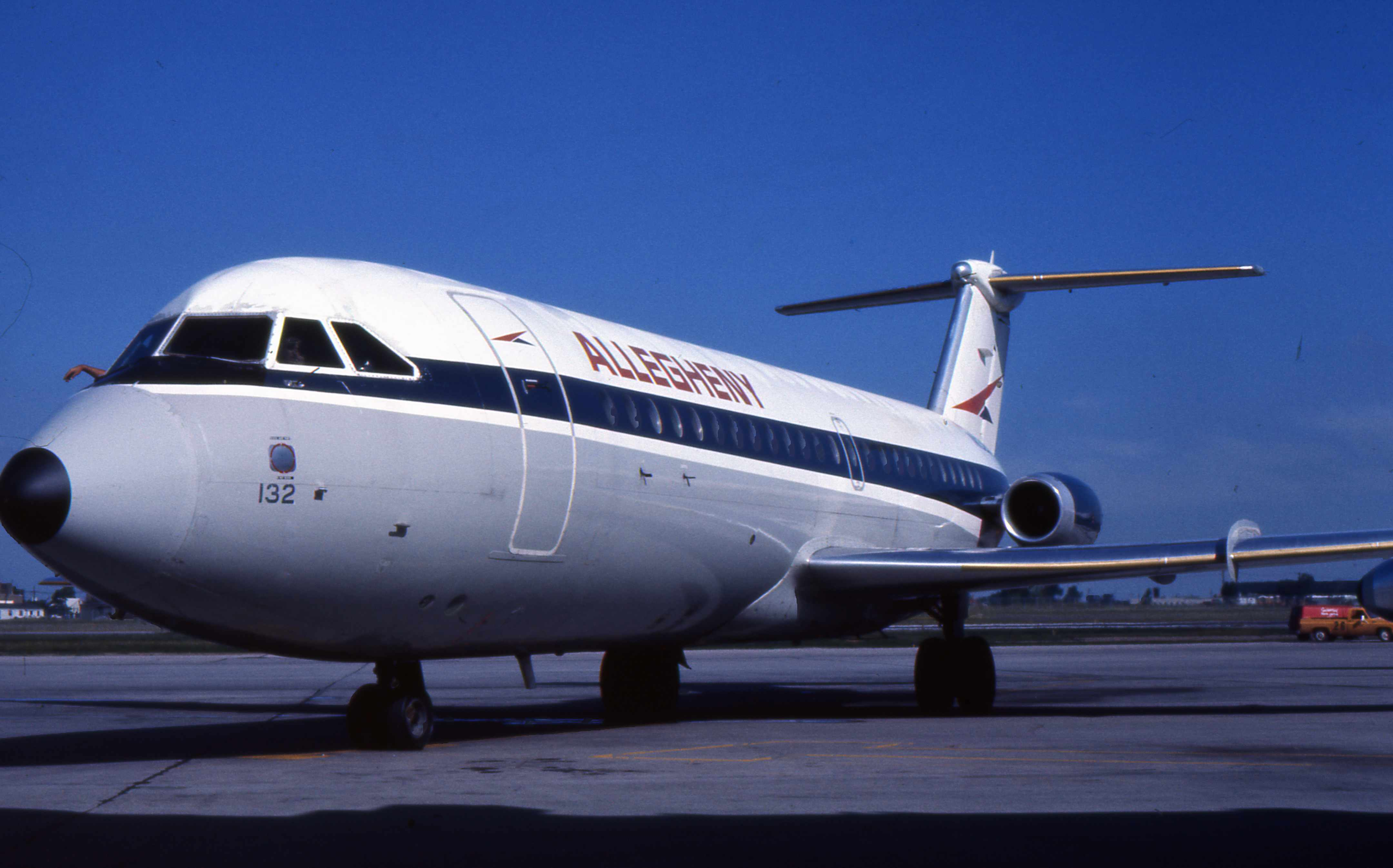
BAC 1-11, Allegheny Airlines

- Mohawk 298 (Nord 262) und Nord 262

### US Airways Express

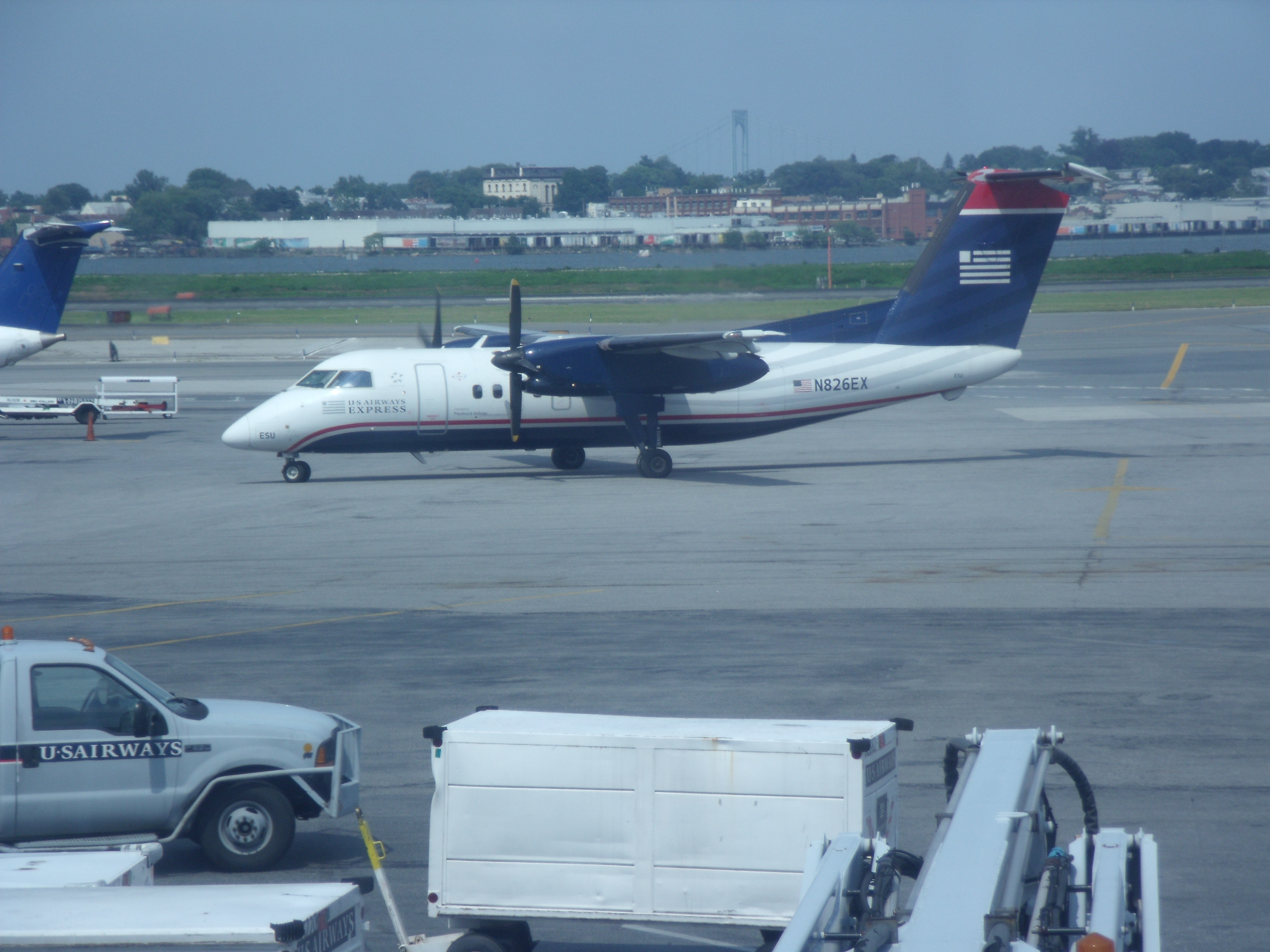
Piedmont Airlines De Havilland Canada DHC-8 in US-Airways-Express-Bemalung

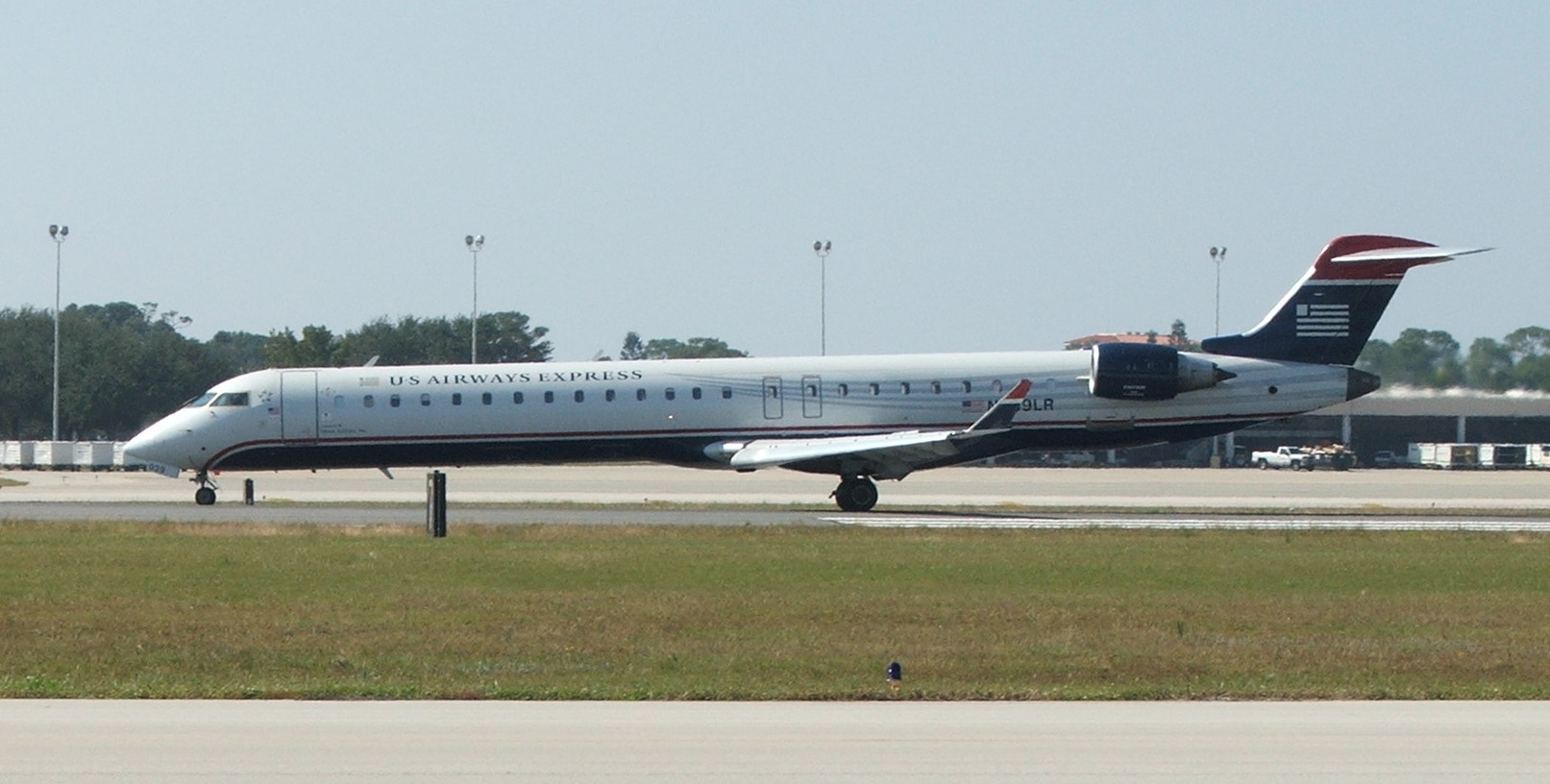
Mesa Airlines Bombardier CRJ900 in US-Airways-Express-Bemalung

Unter dem Namen US Airways Express betrieben ab 1990 (anfangs noch als USAir Express) mehrere Fluggesellschaften Regional- und Zubringerflüge in Außenauftritt und Auftrag der US Airways. Zuvor waren die Zubringerfluggesellschaften – wie etwa Piedmont Airlines ab 1987 oder deren Vorgängergesellschaft Henson Airlines für die Vorgängerin von USAir, Allegheny Airlines, ab 1967 – für USAir ausschließlich unter ihrem eigenen Namen aufgetreten. Unter dem Namen Allegheny Commuter hatte es allerdings seit 1969 von anderen Fluggesellschaften durchgeführte Zubringerflüge gegeben. Seit der Fusion mit American Airlines werden die Flüge unter dem Namen American Eagle geführt.
| Flugzeugtyp            | aktiv | Anmerkung                                                                              | betrieben durch                                             | Sitzplätze |
| ---------------------- | ----- | -------------------------------------------------------------------------------------- | ----------------------------------------------------------- | ---------- |
| Bombardier CRJ200      | 120   | Marktauftritt als American Eagle (Fluggesellschaft) und betrieben durch American Eagle | Air Wisconsin (71), PSA Airlines (35) SkyWest Airlines (14) | 50         |
| Bombardier CRJ700      | 014   | Marktauftritt als American Eagle (Fluggesellschaft) und betrieben durch American Eagle | PSA Airlines                                                | 70         |
| Bombardier CRJ900      | 050   | Marktauftritt als American Eagle (Fluggesellschaft) und betrieben durch American Eagle | Mesa Airlines (46) und Skywest Airlines (4)                 | 86         |
| De Havilland DHC-8-100 | 033   | Marktauftritt als American Eagle (Fluggesellschaft) und betrieben durch American Eagle | Piedmont Airlines                                           | 37         |
| De Havilland DHC-8-300 | 011   | Marktauftritt als American Eagle (Fluggesellschaft) und betrieben durch American Eagle | Piedmont Airlines                                           | 50         |
| Embraer 170            | 020   | Marktauftritt als American Eagle (Fluggesellschaft) und betrieben durch American Eagle | Republic Airline                                            | 72         |
| Embraer 175            | 038   | Marktauftritt als American Eagle (Fluggesellschaft) und betrieben durch American Eagle | Republic Airlines                                           | 86         |
| Gesamt                 | 286   |                                                                                        |                                                             |            |

### US Airways Shuttle
Donald Trump rief 1989 mit ehemaligem Fluggerät der Eastern Air Lines die Fluggesellschaft Trump Shuttle ins Leben und musste sie 1992 an ein Banken-Konsortium verkaufen. Das Konsortium nannte die Fluggesellschaft in Shuttle, Inc. um und vereinbarte über eine 40%ige Beteiligung durch die damalige USAir Group ein Zubringer-Abkommen unter dem Namen USAir Shuttle. 1997 übernahm USAir die Regional-Airline von den Banken als Tochtergesellschaft, die fortan Flüge als US Airways Shuttle anbot. Wie schon bei Trump Shuttle wurden die Flughäfen New York LaGuardia, Boston Logan und Washington Reagan National an der Ostküste der USA bedient. Im Jahr 2000 integrierte US Airways Group die Tochtergesellschaft in die Flotte der US Airways und gab den Shuttle-Namen schließlich auf, wenngleich die Nachfolgegesellschaft von US Airways, American Airlines, die Kurzflüge zwischen den drei Flughäfen bis heute anbietet.

## Zwischenfälle

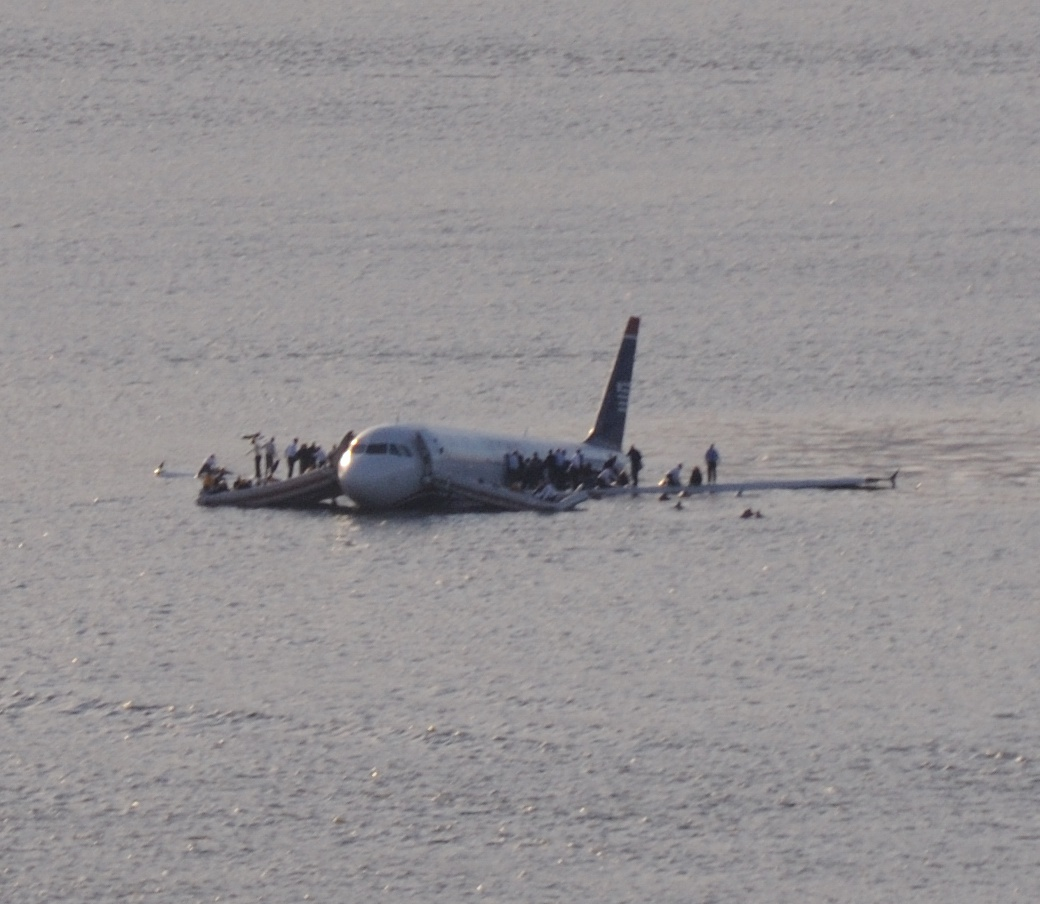
Notwasserung des US-Airways-Flugs 1549 im Hudson River, New York

Bei US Airways (und unter ihren verschiedenen früheren Namen) kam es zu 28 Totalverlusten von Flugzeugen. Bei 14 davon wurden 415 Menschen getötet. Beispiele:
- Am 14. November 1955 geriet an einer Martin 2-0-2 der Allegheny Airlines (Luftfahrzeugkennzeichen N172A) während eines Trainingsflugs das linke Triebwerk in Brand. Bei der Landung auf dem Flughafen Wilmington Airport (Delaware, USA) brach das linke Hauptfahrwerk zusammen. Das Flugzeug wurde irreparabel beschädigt. Alle drei Besatzungsmitglieder überlebten.[26]

- Am 1. Dezember 1959 prallte eine Martin 2-0-2 der Allegheny Airlines (N174A) 2,1 Kilometer südlich des Flughafens Williamsport (Pennsylvania, USA) nach Kompassproblemen während des Anflugs in einen Berg. Von den 26 Insassen wurden 25 getötet, alle vier Besatzungsmitglieder und 21 Passagiere.[27]

- Am 2. November 1963 wurde eine Martin 2-0-2 der Allegheny Airlines (N177A) beim Rollen auf dem Flughafen Newark (New Jersey, USA) irreparabel beschädigt. Es gab keine Personenschäden.[28]

- Am 23. Juli 1965 brach an einer Convair CV-440 der Allegheny Airlines (N8415H) nach dem Start ein Feuer im Triebwerk Nr. 2 (rechts) aus; es wurde abgestellt. Bei der Rückkehr zum Flughafens Williamsport (Pennsylvania, USA) kollidierte die Maschine mit dem Kamm eines Bergrückens, 600 Fuß (180 Meter) über der Landebahnhöhe und 9 Kilometer nordöstlich des Startflughafens. Als Unfallursache wurde das Versäumnis der Besatzung festgestellt, die richtigen Verfahren für einen Triebwerksausfall beim Start anzuwenden. Alle 40 Insassen, vier Besatzungsmitglieder und 36 Passagiere, überlebten den Unfall.[29]

- Am 29. November 1966 fiel bei einer Convair CV-440 der Allegheny Airlines (N3414) während des Startlaufs auf dem Flughafen Harrisburg (Pennsylvania, USA) das gesamte elektrische System aus. Ursache war ein bei der Wartung falsch eingebautes Heizungselement. Der Start wurde abgebrochen, aber die Propeller ließen sich aufgrund des Fehlers nicht auf Umkehrschub verstellen. Die Maschine überrollte das Startbahnende und kollidierte mit einem Mast der Anflugbefeuerung. Sie wurde irreparabel beschädigt. Alle 16 Insassen, vier Besatzungsmitglieder und 12 Passagiere, überlebten den Unfall.[30]

- Am 24. Dezember 1968 wurde eine Convair CV-580 der Allegheny Airlines (N5802)während des Anflugs auf Bradford, Pennsylvania (USA) in den Boden geflogen. Durch diesen CFIT (Controlled flight into terrain) wurden 20 der 47 Insassen getötet.[31]

- Am 6. Januar 1969 wurde eine Convair CV-580 der Allegheny Airlines (N5825) während des Landeanflugs in Bradford, Pennsylvania (USA) bei schlechter Sicht in den Boden geflogen. Durch diesen CFIT (Controlled flight into terrain) wurden 11 der 28 Insassen getötet.[32]

- Am 9. September 1969 kollidierte eine Douglas DC-9-31 der Allegheny Airlines (N988VJ) im Anflug auf den Indianapolis International Airport mit einer Piper PA-28 bei Shelbyville, Indiana (USA). Alle 83 Menschen starben, die 78 Passagiere und 4 Besatzungsmitglieder in der DC-9 und der Pilot der Piper.[33]

- Am 7. Juni 1971 wurde eine Convair CV-580 der Allegheny Airlines (N5832) im Landeanflug auf den Flughafen New Haven (Connecticut, USA) 1,5 Kilometer davor in den Boden geflogen. Durch diesen CFIT (Controlled flight into terrain) wurden 28 der 31 Insassen getötet. Grund war das absichtliche Unterschreiten der Mindestsinkflughöhe durch den Kapitän in schlechtem Wetter trotz wiederholter Warnungen seines Ersten Offiziers.[34][35]

- Am 20. August 1971 wurde mit einer Convair CV-580 der Allegheny Airlines (N5844) bei der Landung auf dem Flughafen Pittsburgh International (Pennsylvania, USA) wegen eines Problems mit dem Fahrwerk durchgestartet. Dabei lösten sich die Räder des rechten Hauptfahrwerks. Bei der Landung brach dieses zusammen und das Flugzeug wurde irreparabel beschädigt. Alle 53 Insassen, drei Besatzungsmitglieder und 50 Passagiere, überlebten den Unfall.[36]

- Am 12. Februar 1979 stürzte eine Mohawk 298 (Nord 262) der Allegheny Airlines (N29824) unmittelbar nach dem Start vom Flughafen Clarksburg (West Virginia) in winterlichen Bedingungen aufgrund von Schnee auf den Flügeln und dem Leitwerk ab. Von den 25 Menschen an Bord kamen 2 ums Leben.[37]

- Am 28. Oktober 1983 öffnete ein Passagier kurz nach dem Start vom Harrisburg International Airport die hintere Tür einer Short 330-200 der Allegheny Commuter (N26288) und stürzte aus mehr als 1000 Metern Höhe zu Boden. Die Maschine konnte mit den verbliebenen 29 Personen an Bord (26 Passagiere und 3 Besatzungsmitglieder) zum Flughafen zurückkehren (siehe auch Zwischenfall der Allegheny Commuter bei Middletown).

- Am 21. September 1989 (UTC) schoss eine Boeing 737-400 der USAir (Kennzeichen N416US) nach dem Abbruch des Starts auf dem Flughafen New York-LaGuardia über das Bahnende hinaus und stürzte in den East River. Die Maschine zerbrach dabei in drei Stücke; zwei Passagiere kamen ums Leben. Ursachen waren ein entgegen den Checklisten vertrimmtes Seitenruder sowie unverständliche und missverständliche Kommandos des Kapitäns (siehe auch USAir-Flug 5050).[38][39]

- Am 1. Februar 1991 gab eine Fluglotsin auf dem Flughafen Los Angeles International nachts den Piloten einer Boeing 737-300 der USAir (N388US) die Landefreigabe, wobei sie aufgrund der Sicht vom Tower eine Fairchild Swearingen Metro III der Skywest Airlines (Kennzeichen N683AV), welche in der Mitte der Startbahn wartete, nicht sehen konnte. Die beiden Flugzeuge kollidierten. Dabei kamen alle 12 Insassen der Metro sowie 22 Personen an Bord der Boeing ums Leben. Als Unfallursache erwies sich neben der ungenügenden Beleuchtung der Metro in erster Linie menschliches Versagen der zuständigen Fluglotsin (siehe USAir-Flug 1493).[40][41][42]

- Am 3. Januar 1992 wurde eine Beechcraft 1900C-1 der US Airways Express (Kennzeichen N55000) im Landeanflug auf den Flugplatz Saranac Lake-Adirondack (New York) acht Kilometer nordöstlich davon in einen Berg geflogen, obwohl der Anflug mittels Instrumentenlandesystem (ILS) erfolgte. Von den vier Insassen wurden zwei getötet (siehe auch Commutair-Flug 4821).[43][44]

- Am 12. März 1992 wurde eine Jetstream 31, die von der CCAir im Namen der USAir Express betrieben wurde (Kennzeichen N165PC), zwei Kilometer vor dem McGhee Tyson Airport bei Knoxville, Tennessee mit eingefahrenem Fahrwerk ins Gelände geflogen. Bei dem Unfall kamen beide Piloten, die als einzige Personen an Bord waren, ums Leben (siehe auch Flugunfall einer Jetstream 31 der USAir Express 1992).[45]

- Am 22. März 1992 stürzte eine Fokker F28-4000 der USAir (Kennzeichen N485US) auf dem Flug nach Cleveland wegen vereister Tragflächen beim Start vom Flughafen New York-LaGuardia in die Flushing Bay. Von den 51 Personen an Bord starben 27 (siehe auch USAir-Flug 405).[46][47]

- Am 2. Juli 1994 stürzte eine am Columbia Metropolitan Airport, South Carolina gestartete Douglas DC-9-31 der USAir (Kennzeichen N954VJ) am Charlotte Douglas International Airport, North Carolina bei einem missglückten Durchstartversuch in heftigen Regenschauern bei Windscherungen ab. Von den 57 Insassen kamen 37 ums Leben (siehe auch USAir-Flug 1016).[48][49]

- Am 8. September 1994 stürzte eine Boeing 737-300 der USAir (Kennzeichen N513AU) bei Aliquippa (Pennsylvania) im Landeanflug auf den Pittsburgh International Airport aus einer Höhe von 1100 m fast senkrecht ab. Ursache war ein Defekt am Seitenruder, der zum Vollausschlag und Kontrollverlust führte. Alle 132 Menschen an Bord wurden getötet (siehe auch USAir-Flug 427).[50][51]

- Am 8. Januar 2003 verloren die Piloten die Kontrolle über ihre Beechcraft 1900D der US Airways Express (Kennzeichen N233YV), die sich nach dem Abheben vom Charlotte Douglas International Airport, North Carolina bis auf 52° steil aufgebäumt hatte und nach dem Strömungsabriss in eine Wartungshalle stürzte. Die Maschine fing Feuer, alle 21 Menschen an Bord starben. Hauptursache waren zwei Tage zuvor falsch justierte Steuerelemente des Höhenruders. Die US-Flugaufsichtsbehörde FAA geht außerdem davon aus, dass Übergewicht der Fluggäste den Unfall verursachte und erhöhte im Dezember 2003 die Gewichtsformel für Fluggäste um zehn Pfund pro Person[52] (siehe US-Airways-Express-Flug 5481).[53][54]

- Am 26. August 2003 stürzte eine Beechcraft 1900D der US Airways Express (N240CJ), die von Colgan Air betrieben wurde, kurz nach dem Start vom Barnstable Municipal Airport (Massachusetts) bei Hyannis ins Meer. Bei dem Unfall kamen beide Piloten an Bord der Maschine ums Leben. Der Absturz war durch grobe Wartungsfehler verursacht worden (siehe auch Colgan-Air-Flug 9446).[55]

- Am 15. Januar 2009 musste ein Airbus A320 der US Airways (Kennzeichen N106US) auf dem US-Airways-Flug 1549 wegen eines kompletten Triebwerksausfalls auf Grund von Vogelschlag kurz nach dem Start vom Flughafen New York-LaGuardia auf dem Hudson River notgewassert werden. Alle 155 Personen an Bord konnten lebend durch Hafenfähren und andere Wasserfahrzeuge gerettet werden.[56][57]

## Vielfliegerprogramm
Das Vielfliegerprogramm von US Airways trug den Namen Dividend Miles. Neben der Basismitgliedschaft gab es vier höhere Mitgliedsstufen: Silver Preferred, Gold Preferred, Platinum und Chairman’s Preferred. Silver Preferred entsprach dem Oneworld-Status Ruby, Gold Preferred und Platinum entsprachen Sapphire und Chairman’s Preferred entsprach Emerald.
Ab der Stufe Silver Preferred hatte man zusätzlich zu den Vorteilen des Oneworld-Sapphire-Status, Zutritt zu den Flughafenlounges US Airways Club, von denen 20 in den USA sowie eine am Gatwick Airport bei London existieren, sowie Zutritt zu den meisten weltweiten Oneworld-Lounges. Kunden mit Chairman-Status wurden auf Nordamerika-Strecken automatisch upgegradet, solange freie Plätze verfügbar waren.